# Anisodes poliotaria
Anisodes poliotaria là một loài bướm đêm trong họ Geometridae.